# Ansan
Pour l’article homonyme, voir Ansan (Gers).

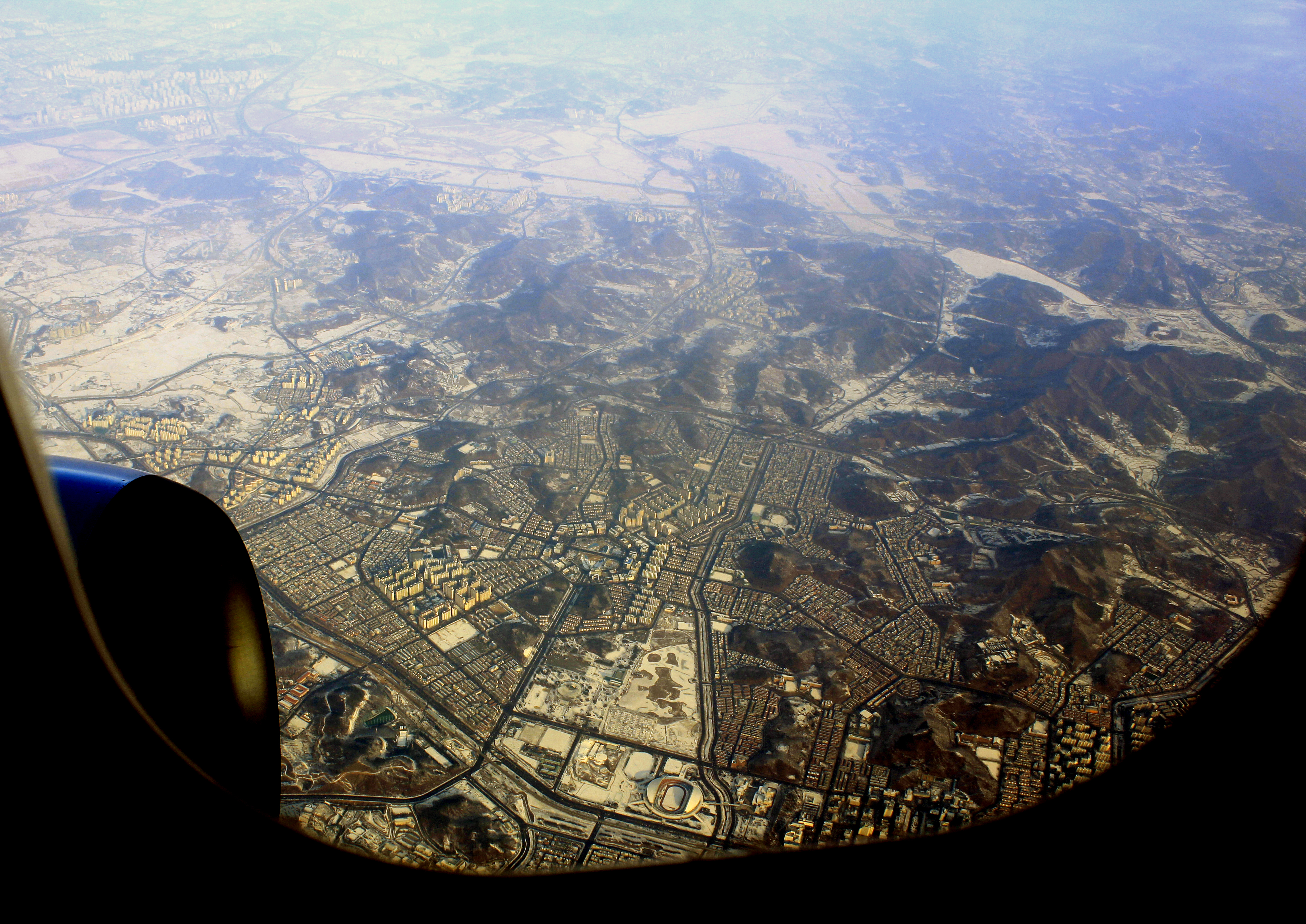
La ville d'Ansan vue du ciel

Ansan (안산) est une ville de Corée du Sud, de la province de Gyeonggi-do située dans l’agglomération de Séoul au bord de la mer Jaune. Sa population est d'environ 715 000 habitants en 2019 (670 000 en 2005 et 510 000 en 1995). La ville abrite notamment le campus ERICA de l'université Hanyang ainsi que l´agence coréenne pour la sécurité des transports.
Ansan est relié à Séoul par la ligne 4 du Métro de Séoul.

## Histoire
Ansan-si est une extension de l'entité urbaine Ansan-hyeon. La ville a été créée en 1986, 10 ans après le lancement de ce plan.

## Géographie
Position :
- Nord - 37° 22' 25" N.L.
- Sud - 37° 04' 39" S.L.
- Est - 126° 56' 29" E.
- Ouest - 126° 31' 45" E.

Dans le triangle Séoul - Incheon - Suwon, Ansan est située au milieu de la ligne Incheon - Suwon (à une quinzaine de kilomètres de ces deux villes et à une quarantaine de Séoul, tout près de la Mer Jaune, dans le nord-ouest du pays). Ansan est reliée à la capitale par la ligne 4 du métro.
Quelques îles de la mer sont soumises à sa juridiction, la plus grande étant Daebu.

## Culture
- Festival culturel de Seong Ho (en hommage au savant Seongho Yi-Ik).
- Forteresse de Byolmangsung
- Le festival des arts Danwon, nommé en l´honneur du peintre Danwon qui était originaire de cette ville

## Administration
En 1997, le gouvernement a lancé le projet Gyeonggi Techno Park pour attirer des entreprises innovantes sur le territoire d'Ansan, mais la concurrence est vive.
L'institut coréen des sciences et des technologies océaniques possèdent un centre de recherche à Ansan, afin d'étudier la biodiversité et les fonds marins de la mer Jaune. 